# Need for Speed: Porsche 2000
Need for Speed: Porsche 2000, tytuł oryginalny Need for Speed: Porsche Unleashed w Niemczech i Ameryce Łacińskiej jako Need for Speed: Porsche – komputerowa gra wyścigowa, która zadebiutowała w 2000 roku. Jest ona piątą częścią serii Need for Speed. W przeciwieństwie do swoich poprzedników oraz następców skupia się ona na wyścigach samochodami tylko jednej marki – Porsche – prezentując graczowi modele z okresu 1950–2000.

## Rozgrywka

### Mechanika
Need for Speed: Porsche 2000 pozwala graczowi ścigać się samochodami Porsche po wielu trasach zlokalizowanych w różnych częściach Europy od słonecznej Korsyki poprzez Lazurowe Wybrzeże, Pireneje, Normandię czy Schwarzwald kończąc na odcinkach niemieckich autostrad. W stosunku do wcześniejszych odsłon serii poprawiono fizykę pojazdów, a każdy model pojazdu został przeniesiony na grunt cyfrowy z dużą dozą dokładności. Dzięki zastosowaniu szerokiego katalogu części gracz może zindywidualizować zarówno wygląd posiadanego samochodu jak i jego zachowanie na torze wyścigowym. Oprócz tego grający może poznać bogatą historię firmy Porsche dzięki licznym sekwencjom filmowym, slajdom oraz danym statystycznym.

### Tryby gry
Need for Speed: Porsche 2000 zawiera 4 tryby gry.

#### Gra jednoosobowa
Ten tryb posiada trzy poziomy trudności: Beginner (łatwy), Advanced (zaawansowany), Expert (ekspert). Gra jednoosobowa dzieli się na 3 typy wyścigu. Gracz może wystartować w pojedynczym wyścigu, wybierając liczbę komputerowych przeciwników, samochód swój i przeciwników (z tej samej ery/klasy).
Jest także tryb Knockout, polegający na eliminacji zawodników z wyścigu. Ostatnia osoba, która dojedzie do mety odpada.

#### Gra wieloosobowa
Need for Speed: Porsche 2000 obsługuje grę przez sieć lokalną LAN oraz w internecie. Dla chętnych ścigania się online z innymi z całego świata jest możliwość zarejestrowania się na serwerze EA Racing, który pokazuje zawsze aktualną listę w danej chwili ścigających się kierowców i aktywnych serwerów, do których można w każdej chwili się przyłączyć. Oprócz samej gry wieloosobowej dzięki połączeniu internetowemu można pobrać cztery dodatkowe samochody bezpośrednio z poziomu gry.

#### Factory Driver
Najtrudniejszy tryb, w którym celem jest stanie się najlepszym kierowcą testowym stajni Porsche. Aby tego dokonać, gracz musi przejść cały zestaw testów w określonej z góry kolejności, bez zdania jednego nie może spróbować następnego. Zadania stają się coraz trudniejsze do przejechania w miarę ich pokonywania, za to pochwały od wirtualnych kierowców stają się coraz pełniejsze szacunku. Zadania polegają na przykład na: przejechaniu w odpowiedni, wyznaczony na mapce, sposób placu testowego ze specjalnie poustawianymi pachołkami, może to być skomplikowany slalom, obroty o 360 stopni, ewolucje o 180 stopni z koniecznością użycia hamulca ręcznego itp., albo polecenie dostarczenia nowego Porsche na drugą część miasta do klienta w ściśle określonym czasie oraz nienaruszonym stanie! Za wykonanie określonej liczby zadań gracz dostaje unikalne Porsche w trybie Evolution. Tylko w tym trybie jest możliwa ucieczka przed policją.

#### Evolution
Całość podzielona jest na tak zwane Ery: Classic Era (Era Klasyczna), Golden Era (Era Złota) i Modern Era (Era Nowoczesna). Oprócz wygrywania wyścigów, spełniania coraz trudniejszych zadań, zdobywania coraz to większej ilości gotówki i odkrywania coraz nowszych modeli marki Porsche dodano jeszcze upływ czasu. Gracz rozpoczyna grę w 1950 roku z 11 000 $ na koncie. Z początku ma niewielki wybór – Porsche 356 w wersji coupé i kabriolet. W kolejnych etapach gracz może zdobyć więcej gotówki oraz może kupować i sprzedawać samochody. Aby sprostać wyzwaniu i wygrywać z przeciwnikami dodatkowo można modernizować samochody poprzez zakup oryginalnych części a co za tym idzie polepszenie ich osiągów. Do wyboru jest około 30 rodzajów części, jednak za każdą z nich trzeba zapłacić. Po każdym wyścigu można naprawiać samochód (uszkodzenia wpływają na osiągi). Wygląd każdego samochodu można zmieniać poprzez zmianę koloru lakieru i tapicerki oraz dodając podłużne paski lub numer startowy.

## Ścieżka dźwiękowa
1. Morphadron – Activator
2. Cypher – Aircon
3. Captain Ginger – Aquadelic
4. Cypher – Champion
5. Cypher – Choose Your Enemy
6. Morphadron – Cold Fusion Power
7. Morphadron – Dr. Know
8. Morphadron – Funky Phreakout
9. Morphadron – Gimme the Power
10. Morphadron – Hack the Planet
11. Cypher – Injector
12. Morphadron- Let the Music Move You
13. Morphadron – Loser
14. Captain Ginger- MetroGnome
15. Cypher – Orion
16. Captain Ginger – Psychonaught
17. Morphadron – Rezidue
18. Morphadron – Rock This Place
19. Morphadron – R U Ready
20. Cypher – Sentient
21. Morphadron – Stealth Run
22. Cypher – Sub-Zero
23. Morphadron – The Moebius
24. Cypher – Twin
25. Morphadron – The UK Sound
26. Morphadron – Warm Storage

## Dodatki
Do gry zostały wydane dodatkowe samochody: Porsche 928 GTS, Porsche 959, Porsche 911 GT2, Porsche 911 GT3. Są one dostępne w specjalnym wydaniu czasopisma Komputer Świat Gry (6/2005) poświęconemu grze Need for Speed: Most Wanted.